# 류재문
류재문(柳在文, 1993년 11월 8일~)은 대한민국의 축구 선수이며 포지션은 미드필더이다. 현 K리그1 FC 서울에서 활약하고 있다.

## 구단 경력
2015년 자유계약으로 대구 FC에 입단하였다. 5월 30일 FC 안양과의 경기에서 데뷔골을 터뜨렸다. 류재문은 2018년 7월 22일에 있었던 울산과의 원정 경기 때 조현우의 퇴장으로 인하여 대구가 이미 3장의 교체카드를 모두 써버려 속수무책으로 이르자, 경기 종료까지 골키퍼를 보는 상황을 맞이하였다. 이 경기에서 류재문은 상대편 울산 현대의 주전 공격수인 주니오의 프리킥을 막아내는 등 분전했지만, 팀은 0-2로 패배하였다.
2021시즌을 앞두고 전북 현대 모터스로 이적했다.
2024 시즌을 앞두고 FC 서울로 이적했다.

## 국가대표 경력
2011년부터 대한민국 U-20 대표팀에 꾸준히 선발되었으나 2013 U-20 월드컵 최종 엔트리에는 이름을 올리지 못했다.

## 수상

### 팀

#### 대구 FC
- FA컵 우승: 2018

#### 전북 현대 모터스
- K리그1 우승: 2021
- FA컵 우승: 2022